# Anzhausen
Anzhausen ist ein Ortsteil der Gemeinde Wilnsdorf im Kreis Siegen-Wittgenstein in Nordrhein-Westfalen.

## Geographie
Anzhausen liegt im Siegerland in einer sehr waldreichen Region unweit des Rothaargebirges. Die höchste Erhebung in der Gemarkung ist der Haferhain mit 503,5 m ü. NHN. Der Ort selbst liegt auf einer Höhe zwischen 300 und 360 m. Durch den Ort fließt die Weiß von Rudersdorf kommend und der Wabach, der auf dem Weinsberg (404 m ü. NHN) entspringt sowie der Bösselbach. Anzhausen hat eine Fläche von 11,54 km².

### Nachbarorte
Nachbarorte von Anzhausen sind Deuz, Salchendorf und Helgersdorf im Nordosten, Irmgarteichen im Osten, Gernsdorf und Rudersdorf im Südosten, Wilnsdorf im Süden, Oberdielfen im Südwesten, Niederdielfen und Flammersbach im Westen und Feuersbach im Nordwesten.

## Geschichte

Anzhausen um 1905

Belegschaft der Grube Concordia vor 1902

Am 3. Juni 1311 wurde Anzhausen erstmals urkundlich als „Anzhusen“ erwähnt. Am 26. Januar 1763 wurden bei einem Großbrand im Ort 50 Wohnhäuser mitsamt Hofgebäuden von den Flammen vernichtet. Einen Häuserbestand von gleichem zahlenmäßigen Umfang, wie er vor diesem einschneidenden Ereignis vorhanden war, erreichte man in Anzhausen wieder im Jahre 1900.
Zwischen dem Ende des 19. Jahrhunderts und dem Ende des Ersten Weltkrieges gab es in der Klabach eine Dynamitfabrik. 1928 wurde ein Ehrenmal errichtet und eingeweiht.
Bis zur kommunalen Neugliederung gehörte der Ort zum Amt Netphen. Am 1. Januar 1969 wurde Anzhausen in die neue Großgemeinde Wilnsdorf eingegliedert.
1972 schlossen sich der 1912 gegründete SV Anzhausen und der SV Flammersbach zur Spielvereinigung Anzhausen/Flammersbach e. V. zusammen.

### Einwohnerzahlen
Einwohnerzahlen des Ortes:
| Jahr | Einwohner |
| ---- | --------- |
| 1818 | 237       |
| 1885 | 282       |
| 1895 | 309       |
| 1905 | 351       |
| 1910 | 335       |
| 1925 | 427       |
| 1933 | 451       |

| Jahr | Einwohner |
| ---- | --------- |
| 1939 | 479       |
| 1950 | 603       |
| 1961 | 675       |
| 1967 | 827       |
| 1969 | 884       |
| 1991 | 1367      |
| 1994 | 1347      |

| Jahr | Einwohner |
| ---- | --------- |
| 2005 | 1303      |
| 2006 | 1316      |
| 2007 | 1342      |
| 2008 | 1341      |
| 2009 | 1333      |
| 2010 | 1330      |
| 2011 | 1315      |

| Jahr | Einwohner |
| ---- | --------- |
| 2012 | 1304      |
| 2013 | 1317      |
| 2014 | 1290      |
| 2015 | 1361      |
| 2016 | 1362      |
| 2017 | 1370      |
| 2020 | 1297      |

Anmerkungen: Zahlen 1969 / ab 1994 jeweils am 31. Dezember; 1991 am 31. März.

### Gruben
In Anzhausen gab es die Grube Concordia von 1808 bis 1902 mit dem Abbau von Antimon, Blei, Kupfer und Zink. Im Februar 1987 traten am Gelände der Grube Tagesbrüche auf. Neben Concordia gab es die Dietrichszeche, auf der Eisenerz abgebaut wurde. Sie war bis 1888 in Betrieb.

## Industrie
Zum Ort gehört das Industriegebiet Anzhäuser Mühle, das zwischen Anzhausen und Rudersdorf liegt und mehrere Betriebe beherbergt, unter anderem einen Baumarkt und einen Grünwarenhandel. Am Rand des Gebiets befindet sich ein Motorsport-Gelände.

## Schule und Freizeit

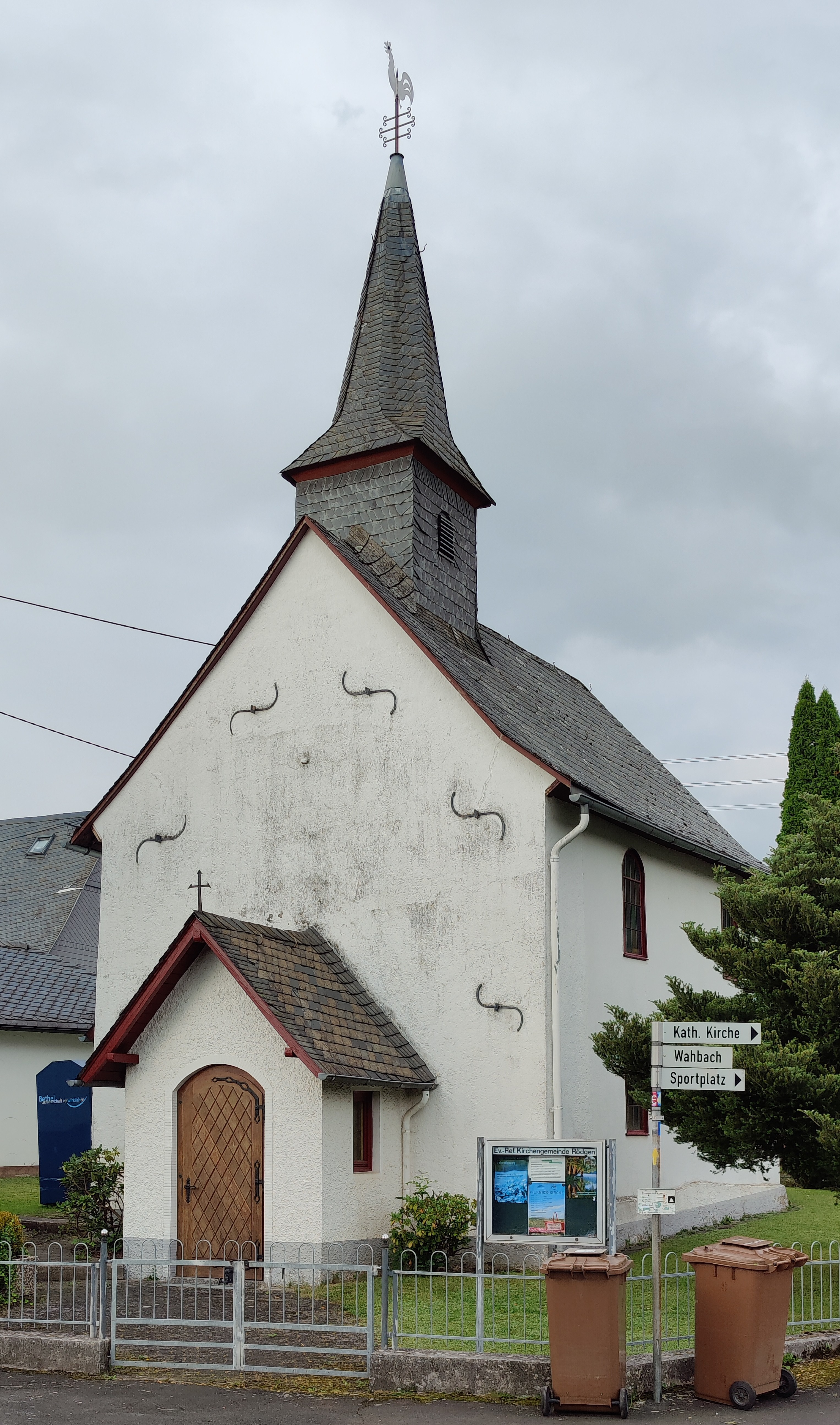
Evangelische Kapelle

Im Sportverein SV Anzhausen/Flammersbach wird neben Fußball Tischtennis, Leichtathletik, Aerobic usw. angeboten. Anzhausen hat einen Sportplatz, eine Turnhalle und einen Reitstall. Bis zum Jahr 2015 gab es eine Grundschule. Der Ort verfügt über einen Kindergarten und eine Großtagespflege. Anzhausen gehört wie Flammersbach zur Evangelischen Kirchengemeinde Rödgen-Wilnsdorf.
Die Antoniuskapelle war früher ein Simultangotteshaus, heute dient sie der ev. Kirchengemeinde Rödgen-Wilnsdorf als Predigtstätte. Im Jahre 1738 von den so gebildeten catholischen und evangelischen Kapellengemeinden  ist die auch als Kirche bezeichnete Gebäude gemeinsam erbaut, worden. Auch in diesem fand das Bild des St. Antonius seinen Platz; so auch der aus Eiche angefertigte Hochaltar, der gegen damaliger Vereinbarung  im vorherigen Gebäude den Platz eingenommen hatte. Der Altartisch war kein Grund eines Streites den die Religionsgemeinschaften gemeinsam nutzten, nein Kanzel und Altar waren die Objegte die im kleinen Kirchlein Anzhausen, schon um dreizehnhundert ein Capellenort im Kirchspiel Netphen keinen Platz zusammen fanden. Mitte des 19. Jahrhunderts war die politische Gemeinde Eigentümer des Hauses. Renoviert bekam es die reformierte Rödgen 1956 in ihren Besitz.

## Persönlichkeiten
- Karl Klein (1912–2009), Professor für katholische Theologie an der Universität Siegen[18]
- Günther Stoll (1950–1984), Opfer im YOGTZE-Fall[19]